# Купатадзе, Звиад Тариелович
Звиад Тариелович Купатадзе (груз. ზვიად კუპატაძე, 25 октября 1979, Тбилиси, Грузинская ССР, СССР) — грузинский футболист, игрок в мини-футбол, вратарь; тренер.

## Биография
Родился в Тбилиси, в детстве жил в доме на улице Пиросмани.
До дебюта в российском чемпионате Купатадзе играл в грузинских и азербайджанских клубах. В составе грузинской «Иберии-2002» он сыграл несколько матчей в Кубке УЕФА по мини-футболу. Некоторое время спустя Звиад по рекомендации Бесо Зоидзе перебрался в российский клуб «Тюмень», где вскоре стал основным вратарём. Летом 2004 года перешёл в футзальную команду «ТТГ-Ява».
За годы, проведённые в составе югорского клуба, Купатадзе два раза выигрывал чемпионат России, пять раз становился серебряным призёром Суперлиги, четыре раза выигрывал бронзовые медали; пять раз завоёвывал кубок России. В 2016 году добился победы в футзальном Кубке УЕФА, который был переименован в Лигу чемпионов в следующем сезоне..
Купатадзе на протяжении многих лет выступал за сборную Грузии по мини-футболу, был её капитаном. В 2006 году для того, чтобы не попадать под лимит на легионеров, он получил российское гражданство.
Звиад Купатадзе является абсолютным рекордсменом по количеству голов среди вратарей в истории чемпионатов России по футзалу.
5 сентября 2024 г. было объявлено, что Звиад Купатадзе станет главным тренером дубля Газпрома-Югры. Параллельно Купатадзе играет в любительском клубе «Ростагроэкспорт», выступающем в Суперлиге Национальной мини-футбольной лиги НМЛ (Чемпионат Москвы).

## Достижения
Командные
- Чемпион России (4): 2014/15, 2017/18, 2021/22, 2023/24
- Серебряный призёр Чемпионата России (5): 2007/08, 2012/13, 2013/14, 2015/16, 2019/20
- Бронзовый призёр Чемпионата России (4): 2006/07, 2008/09, 2011/12, 2016/17
- Обладатель Кубка России (5): 2011/12, 2015/16, 2017/18, 2018/19, 2020/21
- Обладатель Суперкубка России (1): 2022
- Победитель Лиги чемпионов УЕФА (1): 2015/16
- Победитель Кубка обладателей кубков (1): 2012

Личные
- Лучший вратарь чемпионата России (3): 2014/15, 2016/17, 2021/22
- Лучший игрок чемпионата России (1): 2021/22
- Лучший игрок Грузии по футзалу (4): 2016, 2018, 2021, 2022
- Лучший вратарь международного турнира «Калядны цуд» (с бел. Рождественское чудо, г. Минск): 2025